# 梅叔鸞
梅叔鸞（越南语：／；670年—722年）是越南第三次北属时期的一位起义军首领。722年，他发动反对唐朝的起义，自称梅黑帝（越南语：／），但很快被唐朝官军所灭。

## 生平
梅叔鸞生於枚埠地區（現越南河靜省石河縣），他身材魁梧，面目黝黑。自幼家中貧寒，及後遷至玉征（現南壇縣），每天到山上撿柴、幹粗活、種田及放牛。
因繳交賦稅以及服役的问题，交趾人長期不滿唐朝的統治，曾数度叛乱。722年，唐朝向交趾催交貢品荔枝，引起农民不满。梅叔鸞便乘机號召農民起義反唐，附近大量對唐朝不滿的民眾前来投奔。梅叔鸞在沙南設置根據地，藉著地形險要的優勢，以圖對抗唐朝的軍隊。后来他亦沿著藍江，於衛山附近建起萬安城，以此地为都城，自称“黑帝”反抗唐朝。随后，他聯合鄰國占婆、真臘，以及駱州都護府各地的山區酋長等。一時間，安南的三十二州都被他攻陷，号称有四十万人。
唐玄宗得知交趾叛乱之后，派遣骠骑将军兼内侍杨思勖出征。杨思勖召募首领子弟十万，与安南大都护光楚客一起前往鎮壓，沿着马援攻打交趾的故道，出其不意地偷袭起义军，大敗起義軍。梅叔鸞败逃，不久即去世。残余部众立其第三子梅叔輝为君，是为梅少帝，但不久即为唐朝官军所灭。

## 后世纪念
后世的越南人對其極为推崇，今日越南多座城市有以他名字命名的街道，順化市有梅叔鸞街，河內市有梅黑帝街。